# 米特泰希
米特泰希（德語：Mitterteich，發音：[ˈmɪtɐˌtaɪç] ⓘ）是德国巴伐利亚州上普法尔茨行政区蒂申罗伊特县的城市，面积39.38平方千米，2023年12月31日人口为6,644人。